# Paul Roux (Romanist)
Paul Roux (* 7. Februar 1921 in La Crau; † 29. Januar 1991 in Fréjus) war ein französischer Romanist und Provenzalist.

## Leben und Werk
Paul Roux war der Sohn des Historikers und Provenzalisten Gustave Roux (1895–1976). Roux war Gymnasiallehrer in Arles, Draguignan und Saint-Raphaël. Er promovierte 1967 an der Universität Aix-en-Provence mit der Thèse de 3e Cycle Étude sur les noms de lieux du terroir d'Hyères und habilitierte sich 1970 an der Sorbonne mit der Thèse Étude sur le parler de Fréjus et de sa proche région (2 Bde., Lille 1972).

Roux war ab 1976 Majoral (Akademiemitglied) des Félibrige und von 1982 bis 1989 Capoulié (Vorsitzender).

## Weitere Werke
- (Hrsg.) Lou Librihoun de prouvençau de l'Escoulan dó Var, hrsg. von der Association pédagogique Lou Prouvençau à l'escolo, St. Rémy de Provence 1971, 1984
- Étienne Garcin et son dictionnaire provençal-français, Ollières 1992